# Houtskärin lehdot
Houtskärin lehdot este o arie protejată (arie specială de conservare — SAC, sit de importanță comunitară — SCI) din Finlanda întinsă pe o suprafață de 256 ha, integral pe uscat.

## Localizare
Centrul sitului Houtskärin lehdot este situat la coordonatele 60°17′00″N 21°19′11″E / 60.2833°N 21.3197°E.

## Înființare
Situl Houtskärin lehdot a fost declarat sit de importanță comunitară în august 1998 pentru a proteja 1 specie de plante și 1 specie de animale. Situl a fost protejat și ca arie specială de conservare în aprilie 2015.

## Biodiversitate
Situată în ecoregiunea boreală, aria protejată conține 20 de habitate naturale: Lagune de coastă, Faleze cu vegetație de pe coastele atlantice și baltice, Pășuni de coastă din Baltica boreală, Pajiști uscate europene, Pajiști uscate seminaturale și facies de acoperire cu tufișuri pe substraturi calcaroase (Festuco-Brometalia) (* situri importante pentru orhidee), Liziere de ierburi înalte hidrofile de câmpie și de nivel montan până la alpin, Pajiști fino-scandinave uscate până la mezice, bogate în specii de altitudine mică, Fânețe de joasă altitudine (Alopecurus pratensis, Sanguisorba officinalis), Alvar nordic și șisturi calcaroase precambriene, Pajiști din zone de pădure fino-scandinave, Pante stâncoase calcaroase cu vegetație casmofită, Pante stâncoase silicioase cu vegetație casmofită, Taiga vestică, Păduri caducifoliate bătrâne naturale hemiboreale fino-scandinave (Quercus, Tilia, Acer, Fraxinus sau Ulmus) bogate în specii epifite, Păduri fino-scandinave bogate în ierburi cu Picea abies, Pășuni din zone de pădure fino-scandinave, Mlaștini împădurite, Păduri naturale în etape succesive primare ale suprafețelor emergente de coastă, Insulițe și insule mici din Baltica boreală, Vegetație perenă pe țărmurile stâncoase.
La baza desemnării sitului se află mai multe specii protejate:
- plante (1): Buxbaumia viridis
- nevertebrate (1): Vertigo angustior

Pe lângă speciile protejate, pe teritoriul sitului au mai fost identificate 10 specii de plante, 1 specie de păsări, 1 specie de amfibieni, 4 specii de nevertebrate, 2 specii de pești.